# Йонішкіс
Йонішкіс (лит. Joniškis, пол. Janiszki, білор.: Янішкі;рос. Янишки) — місто на півночі Литви, на кордоні з Латвією; адміністративний центр Йонішкіського району, Шяуляйського повіту, 39 км на північ від Шяуляя, біля кордону з Латвією (14 км). Йонішкіський районний муніципалітет і районний центр, 4 райони (Драугістес, Малунос, Паркос, Сідабрас). Пам'ятка містобудування.
У місті знаходиться Костел Успіння Пресвятої Богородиці (перебудований у 1901 р.). Діють культурний центр, музей баскетболу, будинок престарілих «Сантара» римо-католицької парафії.

## Етимологія
Назва міста походить від імені Віленського єпископа Іоанна (один із засновників Йонішкіса), з додаванням суфікса -ішкіс. Припускають, що єпископ сам побудував церкву і сам обрав назву поселення.

## Історія
Йонішкіс виріс на південній території Жімгалос, поблизу колишнього жімгальського замку Сідабре (1289–1290). Околиці Йонішкіса згадуються в XIII ст. у лівонських хроніках.
Припускають, що стара частина Йонішкіса знаходилася в центральній частині нинішнього міста. Поселення почало створюватися на початку XVI ст.. Йонішкіс згадується в письмових джерелах 23 лютого 1536, коли віленський єпископ Іоанн із князів литовських відвідав курсійський кордон як єпископ і виявив, що місцеві жителі — все ще язичники, а люди поблизу також поклонялися грому, вогню, зміям та іншим язичницьким божествам. У цьому місці 23 лютого 1536 єпископ охрестив усіх мешканців (попередньо цей документ датований 23 лютого 1523 р.), створив парафію та побудував дерев’яну церкву, біля якої почало розвиватися поселення. Місто було побудоване на перехресті торговельних доріг, де проходила важливий шлях Рига-Тільже та дороги, що вели з Жагаре, Жеймель-Упите, Груздзій-Варній.
4 липня 1616 король Сигізмунд III Ваза надав місту магдебурзьке право (самоуправління) і герб. На той час це було найбільше місто в Шяуляйській економії, більше за сам Шяуляй. Йонішкіс славився ярмарками, де продавали сільськогосподарські продукти, полотно, тютюн. Тут стояла Йонішкіська ратуша, процвітало 179 шинків, з яких 65 продавали пиво, 16 - горілку. У XVII ст. згадується Йонішкіська євангелічно-лютеранська церква (нова цегляна будівля збудована у 1847-1848 рр. У 1769 повсталі селяни два місяці утримували місто в своїх руках, але влада Шяуляйської економії придушила повстання, а командири Миколас Пауга, Мартіонас Радвілаі та С. Язаускас були засуджені до страти.
У ХІХ ст. місто славилося сільськогосподарською продукцією, льоноволокном, тютюном, сюди приїжджали купці з Польщі, Росії, Німеччини. З 1836 до 1858 була побудована важлива магістраль Рига-Тільже. У 1847 р. власник садиби Даунорава барон фон Франк разом із власником садиби Юрдайчяй графом фон Медем почали будівництво Йонішкіської євангелічно-лютеранської церкви (розпочате 4 березня, завершене 16 жовтня).
На початку ХІХ століття в Йонішкіському краї активно розгорнувся рух литовського національного відродження, центром якого була садиба Медвіліоній. Активну участь у русі брали Адомас Варнас, Феліксас Даугела, поміщики Станісловас і Тересе фон Ґезас, Яловець та інші.

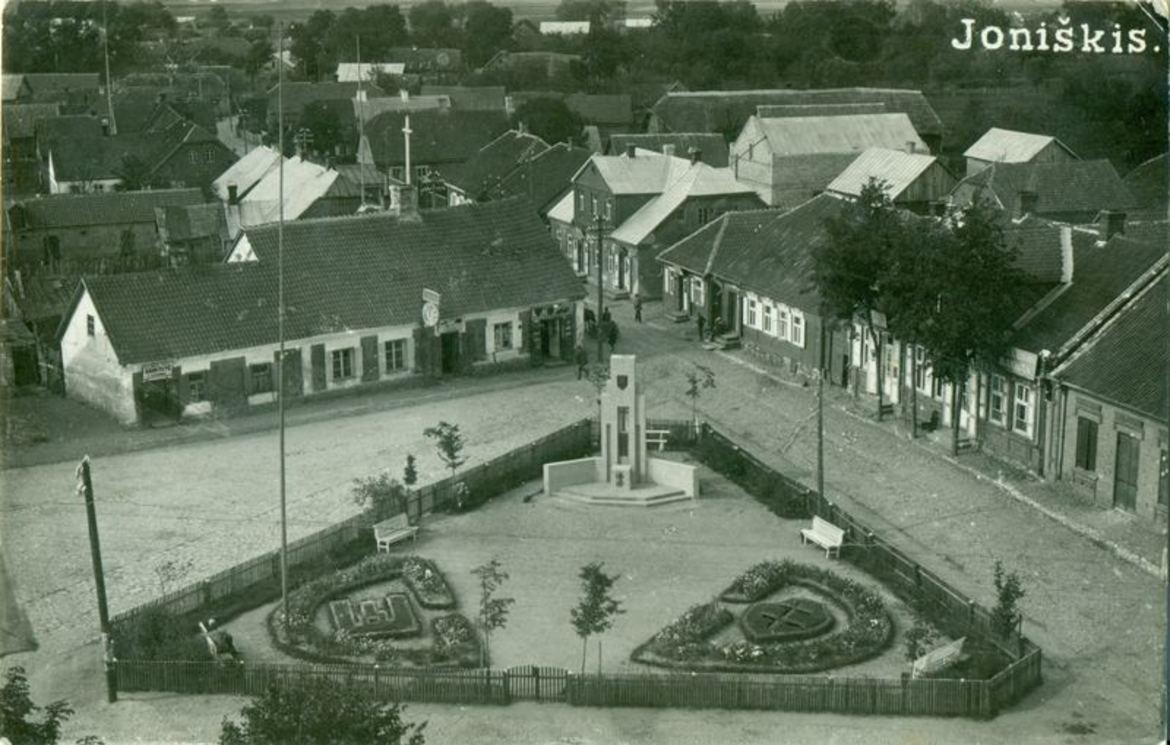
Майдан Незалежності, 1929 р.

Через Йонішкіс пройшлася хвиля Революції 1905—1907. У 1908-1909 створена чотирикласна чоловіча прогімназія. До комісії зі створення школи входили Людас Вайнейкіс, священик Міцкявічюс, аптекар Стасис Слабокас, староста Римджюс і сільський шкільний учитель С. Драгунас. Дозвіл на відкриття школи було отримано восени 1910 р., але було зазначено, що грошей на школу немає і мешканці мають будувати її самі. Ділянку розміром 2,2 десятини під будівництво теперішньої школи близько 1910 р. пожертвував Станіслов фон Гоес. Всі плани з будівництва порушила Перша світова війна. Зібрати кошти на будівництво школи не вдалося. Нинішня будівля гімназії Joniškis Aušra була побудована на подарованій ділянці та урочисто відкрита в 1933 р. Ідея відкриття державної вищої школи в Йонішкісі не нова. У 1845 р. шляхта Йонішкіса (на чолі з Каролісом Чижем) і фермери (на чолі з Юозапсом Багдонавічюсом) надіслали листа до Литовського генерал-губернаторства та Урядового сенату Російської імперії.
У 1921 у Йонішкісі була заснована литовська приватна середня школа (прогімназія), але через брак учнів у 1931 р. її було перенесено до Жеймеліса, де вона діяла до 1938 р., там навчалося 20 студентів. 
У 1933 Йонішкісу надано міські права. 3 серпня 1946 Йонішкіс став повітовим містом. За совєцьких часів тут побудований великий комбінат хлібопродуктів, універсальний магазин «Егле». 1991 підтверджено поточний герб Йонішкіса.

## Географія
Місто розташоване за 14 км від кордону з Латвією, за 253 км на північний захід від Вільнюса, за 187 км на півночі від Каунаса й за 39 км на північ від Шяуляй.
Йонішкіс розташований у Земгальській низовині, біля потоків Аудруве та Сідабрас. На північному заході міста знаходяться 2 ставки - Йонішкіс I (західний) і Йонішкіс II (східний). В західній околиці міста проходить залізниця Шяуляй — Рига. Більша частина міста зосереджена на схід від залізниці (на західній околиці залишилися лише колективні сади та кладовища лютеран і жертв Другої світової війни).

## Населення
У 1939 налічувалося 5 132 жителів. Нині приблизно 12 400 жителів.

## Архітектура
У 1526 побудований перший католицький костел. З 1895 до 1901 його перебудували і дали назву Успіння Пресвятої Богородиці. Церква мурована, в стилі необароко, висота вежі — 65 метрів.
Центральна частина Йонішкіса є пам'яткою містобудування (з 1969). У XVI ст.–XVII ст. виникла вулична мережа (радіальна міська структура) - п'ять доріг ведуть до колишньої ринкової площі міста неправильної форми. На роздоріжжі знаходиться центр міста - церква, пошта, Музей історії та культури, міська ратуша, Йонішкіський районний суд.
Монумент Десятиліття незалежності Литви, збудований 1928 р., стоїть на міській площі перед церквою (архітектор Володимир Дубенецький). Знесений у 1969 монумент Незалежності у 1989 було відбудовано, пам’ятник на могилах солдатів Червоної армії знесено, а останки перепоховано.

## Уродженці
- Адомас Варнас (1879—1979) — литовський художник-живописець, графік, фотограф.
- Софія Кімантайте-Чюрльонене (лит. Sofija Kymantaitė-Čiurlionienė; 1886—1958) — литовська письменниця і поетеса, суспільний діяч, критик літератури і мистецтва, драматург.
- Ґенадіюс Мікшіс (* 1956) — литовський політик.
- Норейка Лаймонас (1926—2007) — радянський і литовський актор.

## Галерея

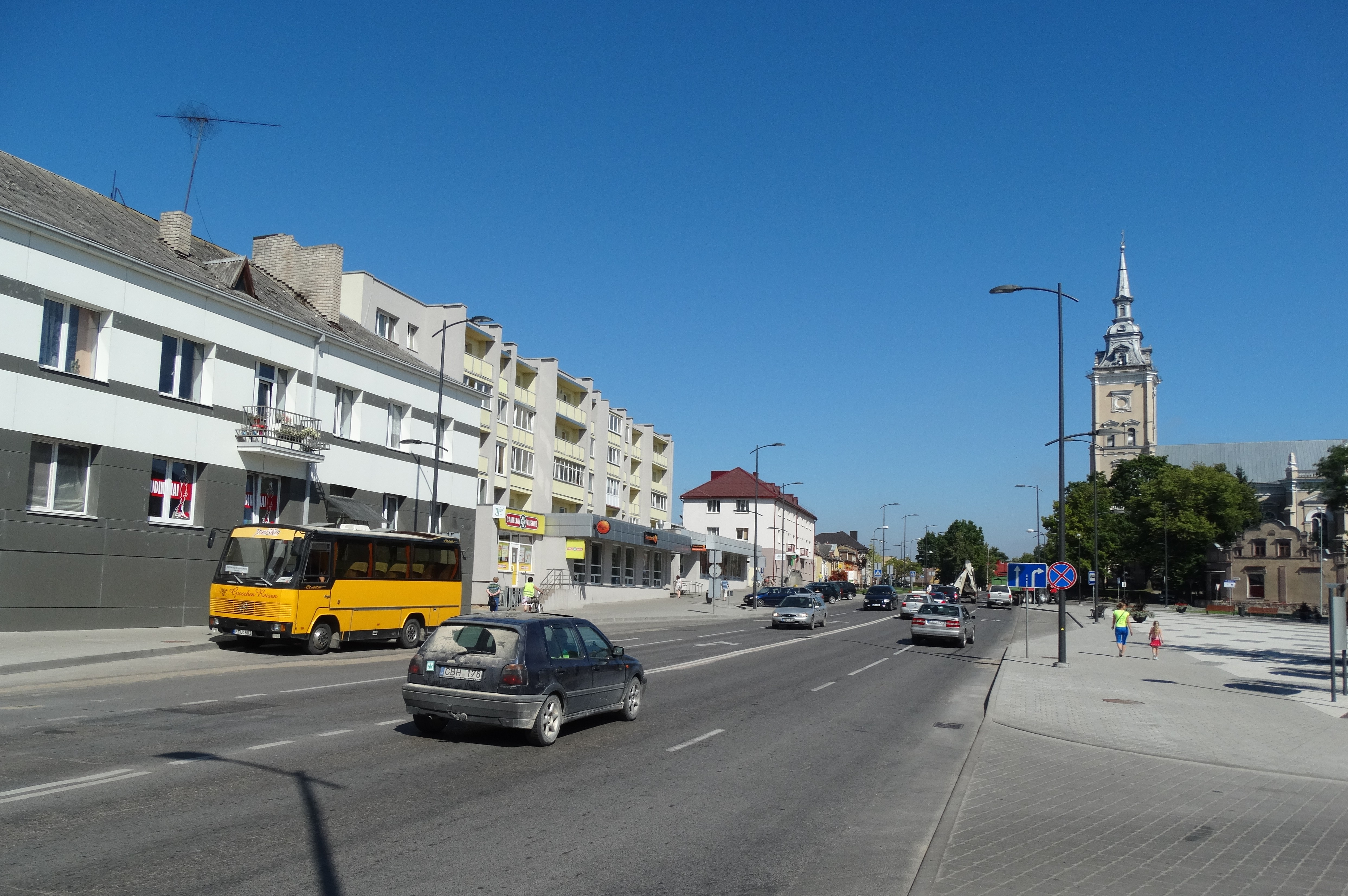
Центральна вулиця - колишня площа Ринок
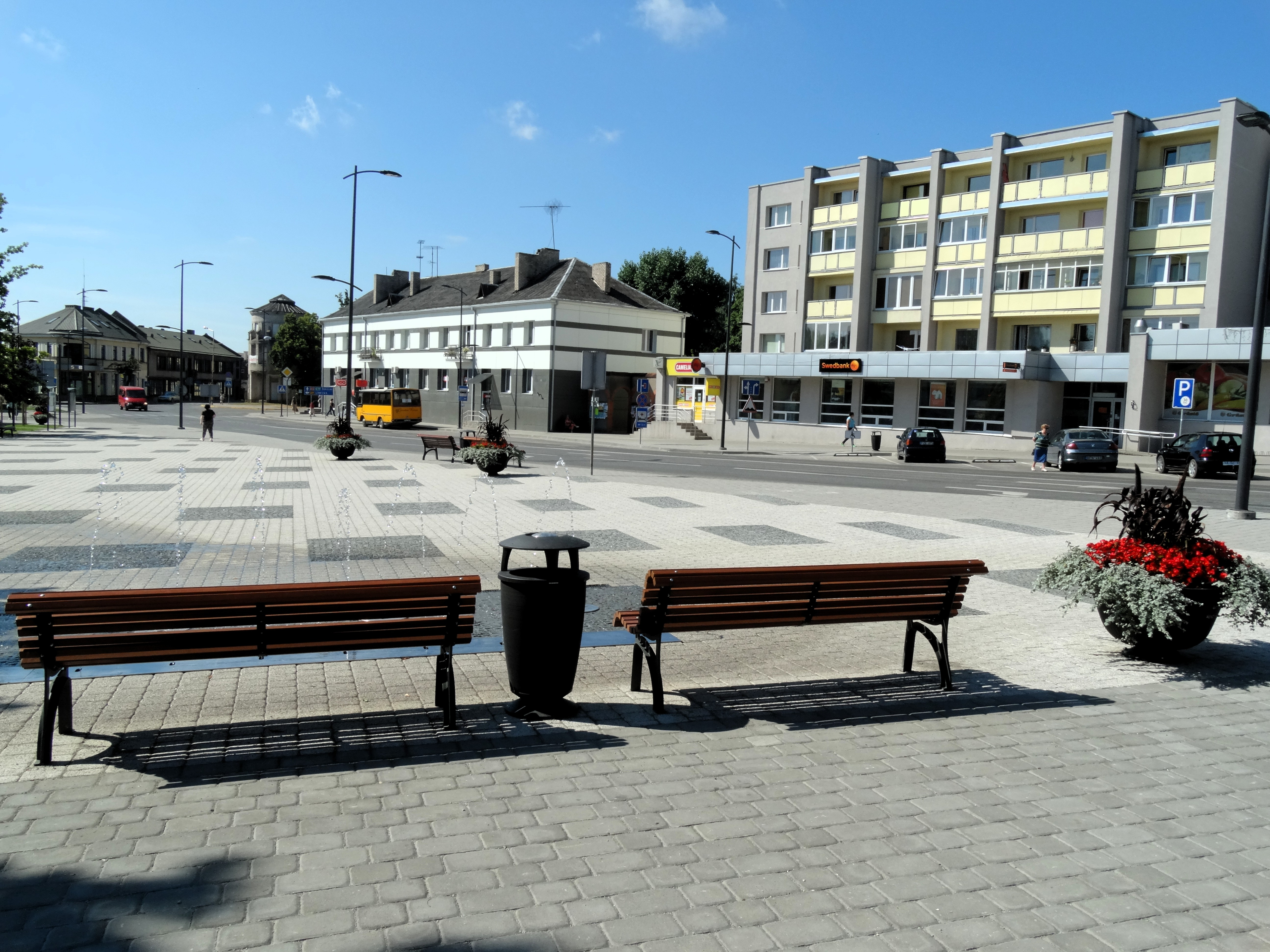
Оновлена площа – колишній Ринок
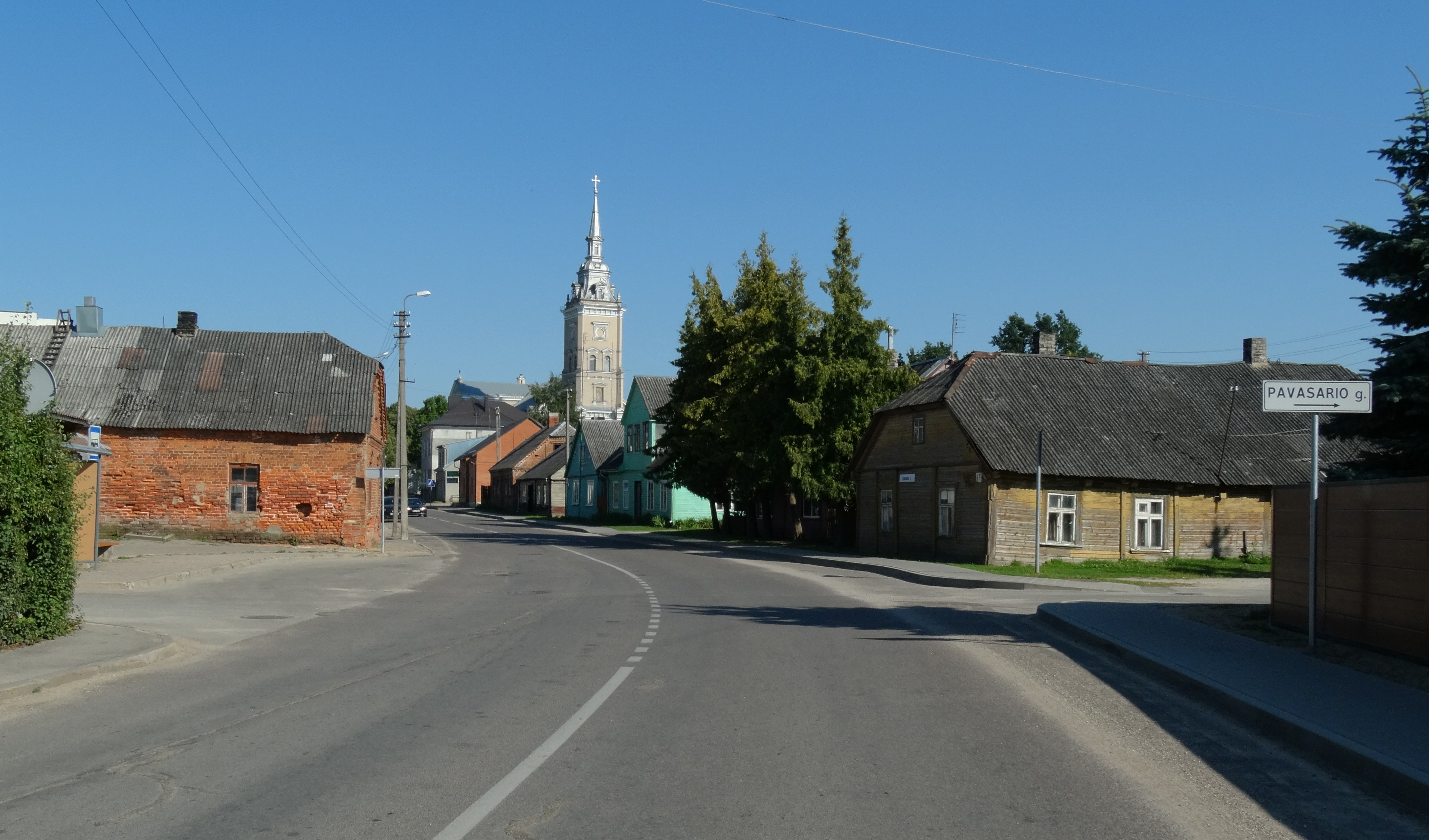
Старе місто
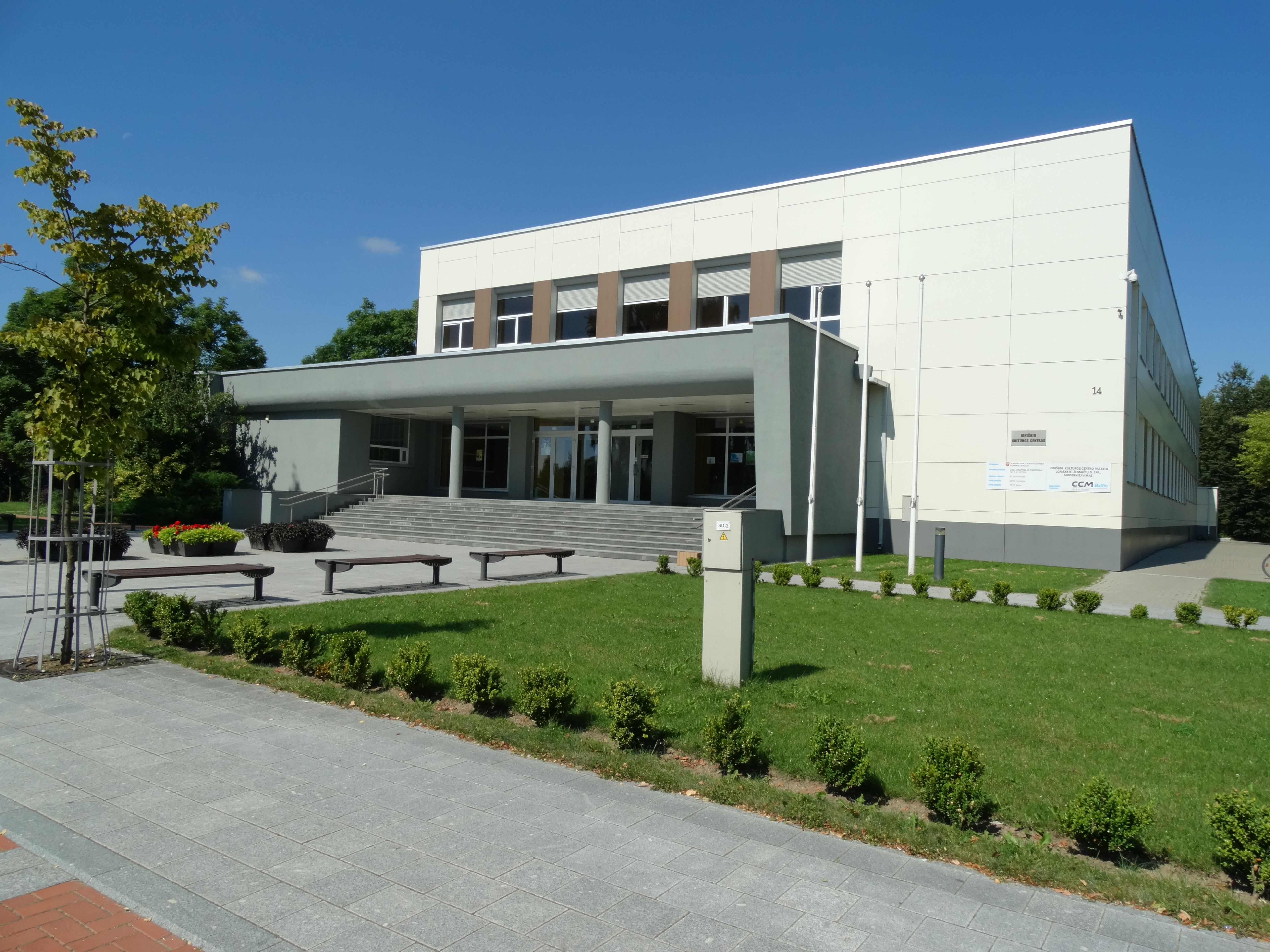
Культурний центр
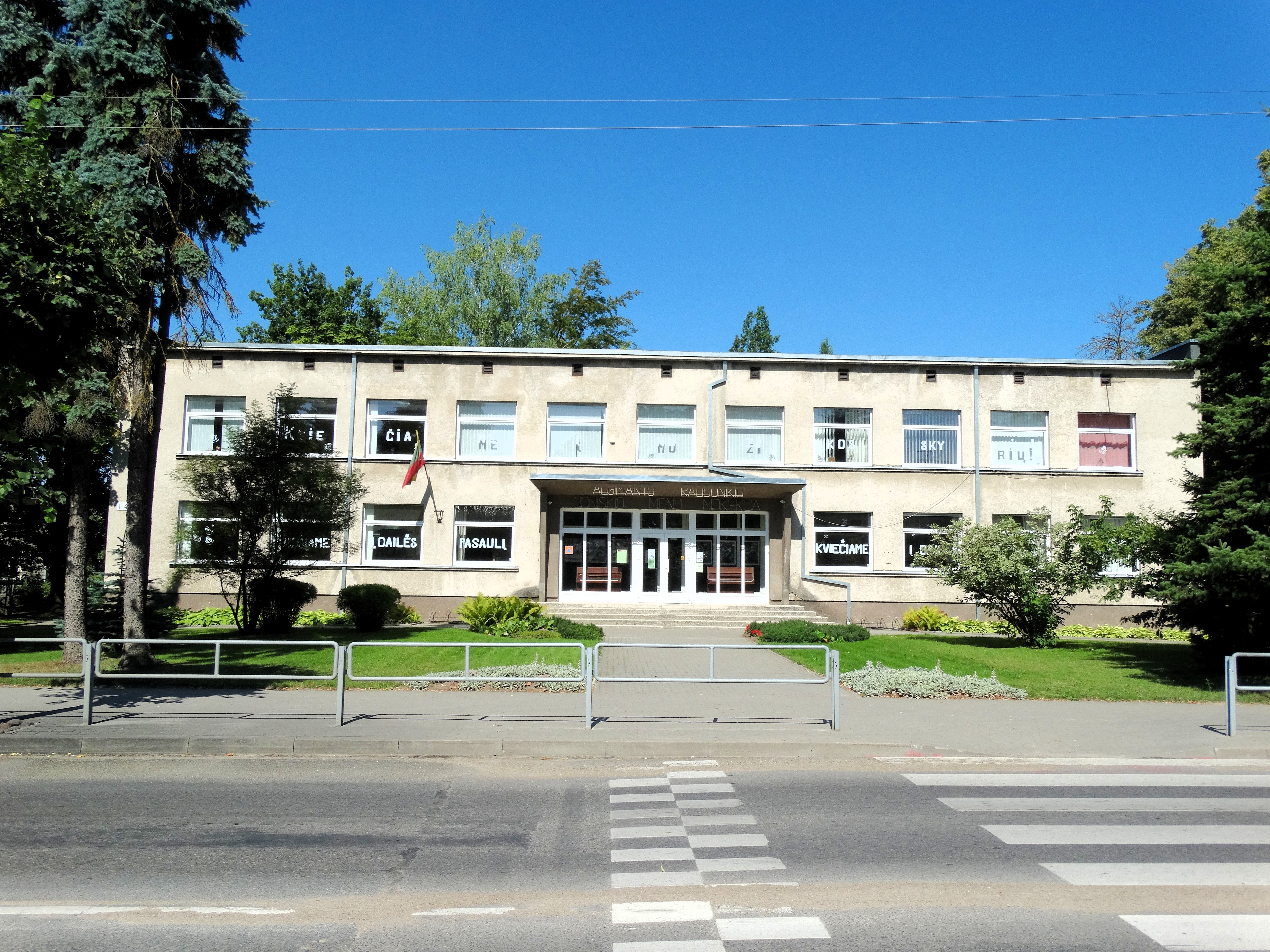
Школа мистецтв
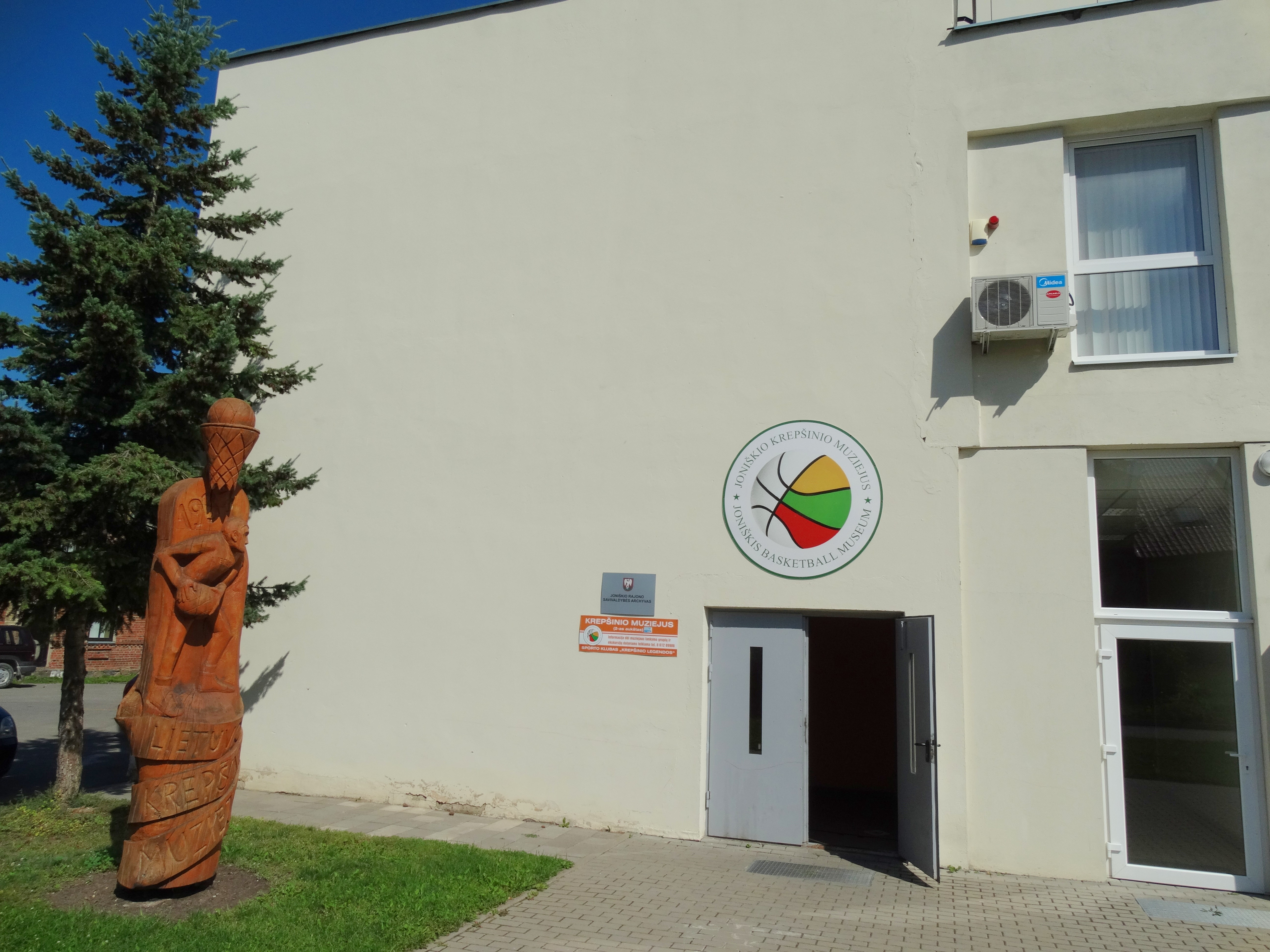
Музей баскетболу
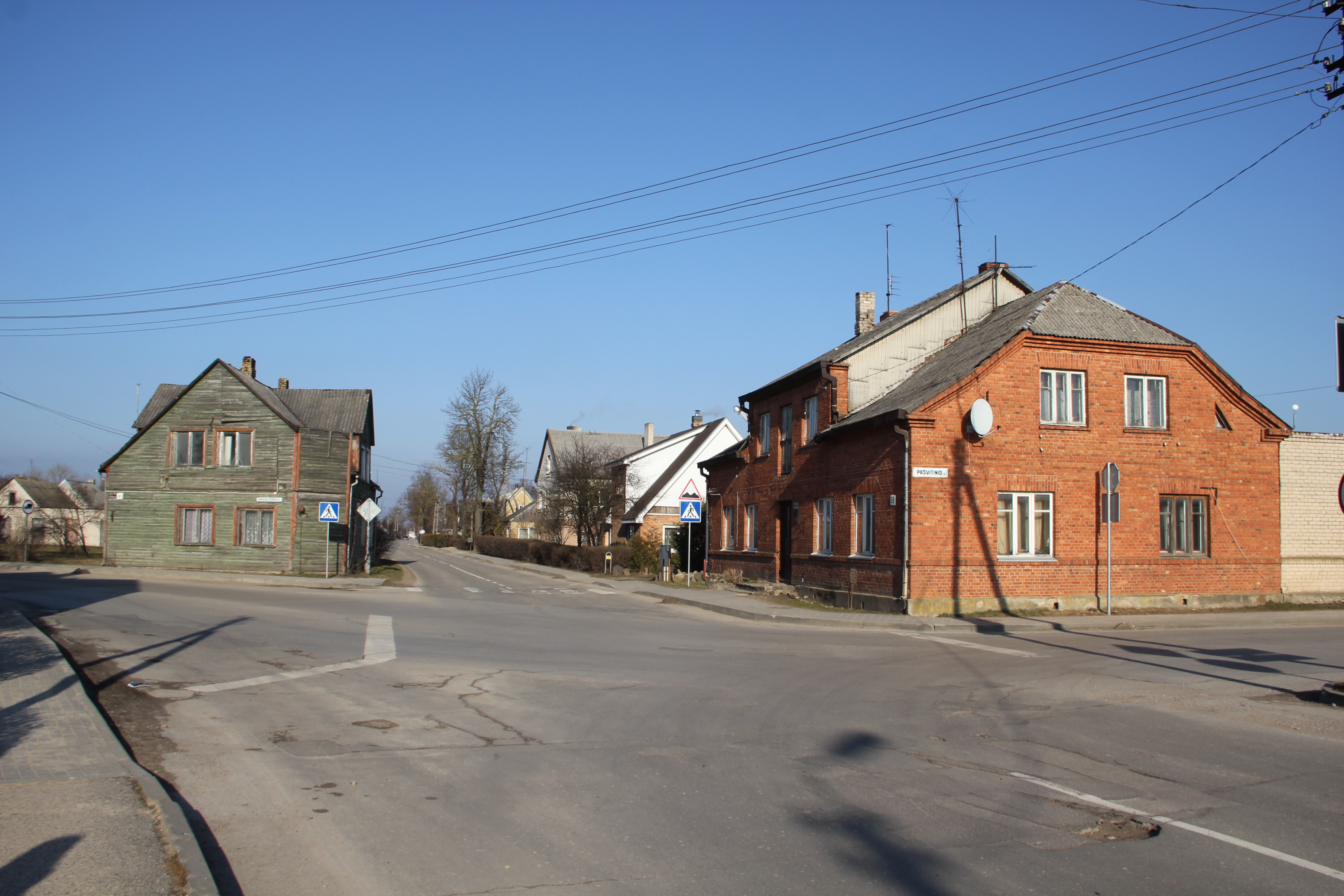
Вул. на перехресті Шяуляй — Сеносіос (2016)